# Битва під Петранкою (1672)
Битва під Петранкою — бій, що відбувся 14 жовтня 1672 року під час виправи Яна ІІІ Собеського проти чамбулів у ході польсько-турецької війни 1672—1676. 1000 річпосполитської кінноти, якою командував великий коронний гетьман Ян Собеський, наздогнала і розбила татар орди Хаджі II Гірея після довгого переслідування.